# Ahmed Musa
Ahmed Musa (nascut el 14 d'octubre de 1992) és un futbolista nigerià que juga com a davanter. És internacional amb la selecció de Nigèria.